# Rubus lucens
Rubus lucens är en rosväxtart som beskrevs av Wilhelm Olbers Focke. Rubus lucens ingår i släktet rubusar, och familjen rosväxter. Utöver nominatformen finns också underarten R. l. clementis.